# ابوتیلون داروینی
ابوتیلون داروینی(نام علمی: Abutilon darwinii) نام یک گونه از سرده ابوتیلون است.